# Epworth (Iowa)
Epworth es una ciudad ubicada en el condado de Dubuque en el estado estadounidense de Iowa. En el Censo de 2010 tenía una población de 1860 habitantes y una densidad poblacional de 459,47 personas por km².

## Geografía
Epworth se encuentra ubicada en las coordenadas 42°26′51″N 90°55′53″O / 42.44750, -90.93139. Según la Oficina del Censo de los Estados Unidos, Epworth tiene una superficie total de 4.05 km², de la cual 4.05 km² corresponden a tierra firme y (0%) 0 km² es agua.

## Demografía
Según el censo de 2010, había 1860 personas residiendo en Epworth. La densidad de población era de 459,47 hab./km². De los 1860 habitantes, Epworth estaba compuesto por el 93.92% blancos, el 0.75% eran afroamericanos, el 0% eran amerindios, el 4.78% eran asiáticos, el 0% eran isleños del Pacífico, el 0.32% eran de otras razas y el 0.22% pertenecían a dos o más razas. Del total de la población el 0.43% eran hispanos o latinos de cualquier raza.